# Чивітелла-Казанова
Чивітелла-Казанова (італ. Civitella Casanova) — муніципалітет в Італії, у регіоні Абруццо,  провінція Пескара.
Чивітелла-Казанова розташована на відстані близько 130 км на північний схід від Рима, 45 км на схід від Л'Аквіли, 30 км на захід від Пескари.
Населення — 1838 осіб (2014).

## Демографія
Населення за роками:

Станом на 1 січня 2023 року в муніципалітеті офіційно проживали 62 іноземці з 19 країн, серед них 29 громадян країн Євросоюзу та 1 громадянин України.

## Сусідні муніципалітети
- Карпінето-делла-Нора
- Чивітакуана
- Лорето-Апрутіно
- Монтебелло-ді-Бертона
- Офена
- Пенне
- Віколі
- Вілла-Чельєра